# Franck Nivard
Franck Nivard, född 26 juli 1979 i Avranches i Frankrike, är en fransk travtränare, travkusk och montéryttare. Han är kusken bakom bland andra Ready Cash och Bold Eagle.
Han går under smeknamnet "Francky the Cold Hand" för sitt lugn och sina taktiska upplägg av loppen.

## Karriär

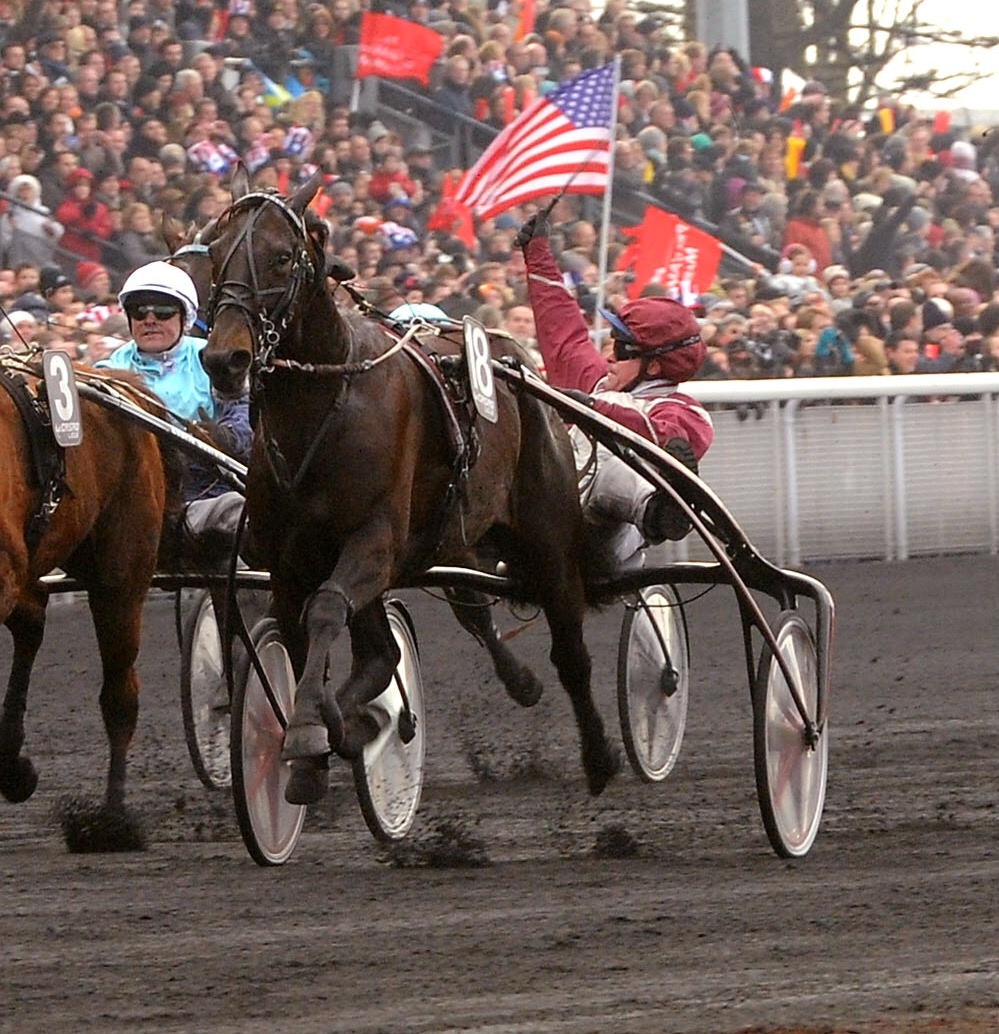
Nivard och Ready Cash efter mållinjen i Prix d'Amérique 2012.

Nivard har deltagit som kusk i totalt 12 raka upplagor av Prix d'Amérique. Han körde sin första upplaga 2007 med Kool du Caux och slutade på andraplats. Han har därefter vunnit loppet fem gånger med tre olika hästar: Meaulnes du Corta (2009), Ready Cash (2011, 2012) och Bold Eagle (2016, 2017). Med fem segrar är han även den kusk som vunnit loppet tredje flest gånger genom tiderna, efter Jean-René Gougeon (åtta segrar) och Alexandre Finn (sex segrar).
Han har som kusk även vunnit Prix de France fem gånger (2007, 2011, 2013, 2016, 2017) och Prix de Paris två gånger (2013, 2017). Han har även vunnit bland annat finalen av UET Trotting Masters 2013 med Ready Cash och Prix de Sélection 2015, Critérium Continental 2015, Grand Prix l'UET 2015 och Europeiskt femåringschampionat 2016 med Bold Eagle.
Nivard har vann utmärkelsen Étrier d'or tillsammans med Éric Raffin 2011, då de vunnit flest montélopp under ett år.

### Sverige
Nivard har upprepade gånger sagt att han inte kommer att köra i Sverige något mer, efter att han bland annat fått dryga böter och blivit diskvalificerad i lopp. I juni 2018 segrade han i Europeiskt mästerskap för kuskar som kördes på Bjerke Travbane och Åbytravet.

### Resultat i Prix d'Amérique
| År   | Häst              | Resultat          |
| ---- | ----------------- | ----------------- |
| 2007 | Kool du Caux      | andraplats        |
| 2008 | Kool du Caux      | fjärdeplats       |
| 2009 | Meaulnes du Corta | vinst             |
| 2010 | Quarla            | oplacerad         |
| 2011 | Ready Cash        | vinst             |
| 2012 | Ready Cash        | vinst             |
| 2013 | Ready Cash        | andraplats        |
| 2014 | Ready Cash        | diskad för galopp |
| 2015 | Vulcain de Vandel | diskad för galopp |
| 2016 | Bold Eagle        | vinst             |
| 2017 | Bold Eagle        | vinst             |
| 2018 | Bold Eagle        | andraplats        |
| 2019 | Bold Eagle        | sjätteplats       |